# Aplocera roseotincta
Aplocera roseotincta är en fjärilsart som beskrevs av Barend J. Lempke 1969. Aplocera roseotincta ingår i släktet Aplocera och familjen mätare. Inga underarter finns listade i Catalogue of Life.